# Bernard HV-220
Il Bernard HV-220 era un idrocorsa (idrovolante da competizione) monomotore ad ala bassa realizzato dall'azienda francese Société des Avions Bernard come proposta per la partecipazione alla Coppa Schneider del 1931.

## Storia del progetto

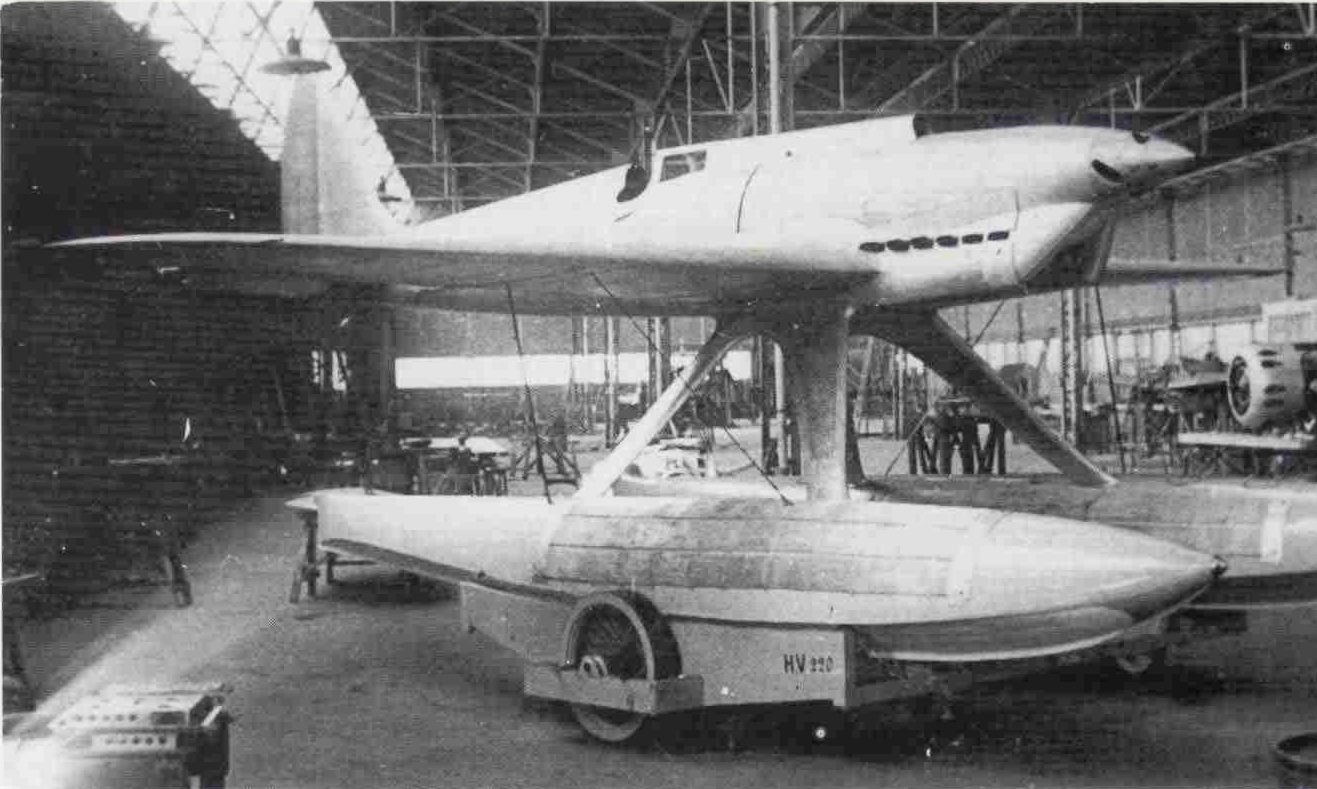
Il Bernard HV-220 fotografato presso la fabbrica costruttrice senza l'elica.

Nel 1928 il governo francese decise la partecipazione di una propria squadra nazionale al Trofeo Schneider dell'anno successivo, che si sarebbe tenuto a Calshot, in Gran Bretagna. A tale scopo venne costituita una Section d'Entrainement sulla Laguna di Berre, e si decise di commissionare la realizzazione di due modelli di idrovolanti da corsa alla ditta Société des Avions Bernard, ed uno alla Nieuport-Delage. I progetti dei due aerei Bernard furono designati HV-40 ed HV-41.Viste le buone prove ottenute dal prototipo HV-41, che aveva volato per la prima volta nell'agosto 1929, il governo francese decise di ordinare l'acquisto di tre esemplari del successivo Bernard HV-42, e di due del più avanzato modello HV-120. Tutti gli aerei erano destinati ad equipaggiare la Section d'Entrainement sur Hydravion à Grande Vitesse di Berre.
Nel 1930, nell'estremo tentativo di aggiudicarsi il Trofeo Schneider, il governo ordinò alla Bernard lo sviluppo di due nuovi velivoli, designati HV-220 e HV-320. Il primo doveva essere equipaggiato con un potente motore Lorraine 12 Rcr Radium da 2.200 CV, mentre il secondo da un Renault 12 Ncr. Contemporaneamente alla Nieuport-Delage vennero ordinati due altri velivoli, designati NiD.651 (con motore Lorraine) e NiD-652 (con motore Renault), ed altri due alla Dewoitine, designati HD.41 (uno con motore Lorraine e uno con motore Renault).

## Tecnica
Il velivolo era un idrovolante a scarponi, di costruzione interamente metallica. La configurazione era la classica monoplana ad ala bassa a sbalzo, monoblocco. I due galleggianti erano costruiti in metallo, ed erano uniti alla fusoliera mediante due coppie di montanti carenati a forma di V rovesciata. Monoposto ad abitacolo aperto.
Il propulsore era un motore in linea Lorraine 12 Rcr Radium a 12 cilindri a V invertita, raffreddati a liquido, eroganti la potenza di 2 200 CV (1 390 kW) al livello del mare, ed azionante un'elica quadripala metallica. Il motore era dotato di un compressore a due stadi Rateau. I radiatori di raffreddamento del liquido erano posizionati sulle ali e sui montanti anteriori dei galleggianti, per garantire una maggior capacità di raffreddamento.

## Impiego operativo

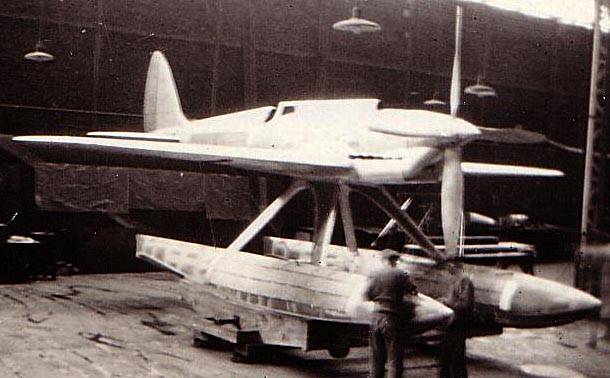
Il Bernard HV-220 presso la fabbrica costrutrice, con l'elica installata.

Il prototipo dell'HV-220 non venne mai completato a causa delle insormontabili difficoltà di sviluppo del propulsore Lorraine 12 Rcr Radium, che si pretendeva superiore a qualsiasi propulsore allora esistente. Esso fu l'estremo tentativo della ditta di costruire un aereo in grado di vincere la Coppa Schneider. L'abbandono del propulsore Lorraine portò alla sospensione dello sviluppo dell'HV-220 e del successivo HV-320. Venne deciso di modificare il prototipo HV-120 in vista della sua partecipazione alla competizione, ma anche tale soluzione fu ben presto abbandonata. Questo velivolo precipitò durante il suo volo inaugurale effettuato sulla laguna di Berre il 30 luglio 1931, provocando la morte sul colpo del pilota Georges Bougault, comandante della Section d'Entrainement sur Hydravion à Grande Vitesse.
Tutto il governo francese si era aspettato una brillante partecipazione della propria squadra alla Coppa Schneider del 1931, che doveva tenersi a Calshot Spit, nell'Inghilterra del sud. La squadra sulla carta poteva contare sugli idrocorsa Bernard HV-40, HV-42, HV-120, Dewoitine HD.412 e Nieuport-Delage NiD-650, tutti velivoli appositamente progettati per la gara. La loro partecipazione venne annullata a causa di insormontabili problemi di messa a punto dei propulsori. Anche la squadra italiana dovette essere ritirata, perché gli aerei non furono messi a punto in tempo per la partecipazione. Entrambe le squadre chiesero all'organizzazione di spostare la gara, per potervi prendere parte, ma il British Royal Aero Club rifiutò. A causa di problemi politici ed economici la Gran Bretagna fu in grado di organizzare l'evento grazie a una donazione di 100 000 sterline effettuata da Lady Houston. La gara si svolse sabato 12 settembre, e vide la vittoria del Supermarine S.6B pilotato da John N. Boothman, che aggiudicò definitivamente la coppa alla Gran Bretagna.

## Versioni
- HV-220 01: primo prototipo, dotato di motore Lorraine 12Rcr Radium ed elica quadripala metallica[3].
- HV-320: progetto di un ulteriore sviluppo del velivolo, dotato di propulsore in linea Renault 12Ncr a 12 cilindri a V, raffreddato a liquido, erogante 2 200 CV e dotato di migliorie aerodinamiche. non realizzato.